# 선일빅데이터고등학교
선일빅데이터고등학교(善一빅데이터高等學校)는 대한민국 서울특별시 은평구 갈현동에 있는 사립 고등학교이다.

## 학교 연혁
- 1965년 2월 20일 : 학교법인 선일학원 설립허가(설립자 이선룡)
- 1985년 1월 8일 : 선일여자상업고등학교 설립인가(30학급)
- 1985년 2월 28일 : 교사 6,190m2 완공
- 1985년 3월 11일 : 선일여자상업고등학교 개교
- 1985년 3월 11일 : 초대 이선룡 교장 취임
- 2007년 7월 22일 : 교육인적자원부 지정 e-BUSINESS 특성화 고등학교 선정
- 2008년 1월 25일 : 서울특별시 교육청 지정 e-BUSINESS 특성화 고등학교 선정
- 2008년 1월 25일 : 이-비즈 경영과(3학급), 이-비즈 쇼핑몰과(3학급), 이-비즈 콘텐츠과(3학급) 인가 (27학급)
- 2009년 3월 2일 : 선일이비즈니스고등학교 교명 변경
- 2016년 8월 1일 : 마케팅경영과(3학급), 스마트금융회계과(2학급), 글로벌무역과(2학급), 디자인콘텐츠과(2학급) 인가 (27학급)
- 2019년 3월 2일 : 제5대 안재민 교장 취임
- 2022년 2월 9일 : 제35회 졸업식 거행
- 2022년 3월 2일 : 선일빅데이터고등학교 교명 변경
- 2025년 1월 8일 : 개교 40주년
- 2025년 3월 2일 : 제6대 이수영 교장 취임

## 설치 학과
- 웹툰 일러스트과
- 방송미디어과
- 빅데이터 마케팅과
- 쇼핑라이브과

## 참고 자료
- 선일빅데이터고등학교 - 한국교육학술정보원 학교알리미